# Glenallachie
Glenallachie est une distillerie de whisky, créée en 1967, située près de Charlestown of Aberlour dans le Speyside, en Écosse.

## Histoire
Glenallachie a été fondée en 1967 par Mackinlay McPherson Ltd., une filiale du groupe brassicole Scottish & Newcastle Breweries Ltd.. L'architecte était William Delmé Evans. En 1985, les distilleries Glenallachie et Isle of Jura ont été vendues à Invergordon Distillers. Glenallachie fut fermée en 1987 alors que la production était déjà à l'arrêt depuis deux ans. En 1989 la distillerie fut reprise par Campbell Distillers (groupe Pernod Ricard) qui porta le nombre d'alambics de deux à quatre et redémarra la production. En 2017, Pernod Ricard annonce la vente de la distillerie Glenallachie à Billy Walker, Graham Stevenson et Trisha Savage, formant le consortium The GlenAllachie.

## Production
L'eau utilisée par Glenallachie est issue de la rivière Burn Water (sources du mont Ben Rinnes). La distillerie ne produit pas elle-même son malt. Elle dispose d'une cuve de brassage (mash tun) d'une capacité de 9,5 tonnes en acier inoxydable et de six cuves de fermentation (wash backs) d'une capacité de 60 000 litres chacune. La distillation s'effectue dans deux wash stills (d'une capacité de 36 369 litres chacun) et deux spirit stills (d'une capacité de 23 911 litres chacun).

## Embouteillage
Le malt de Glenallachie sert essentiellement de composant pour les blends Clan Campbell et House of Lords. Mais en 2005 un single malt de Glenallachie datant de 1989 a été embouteillé par Chivas Brothers et commercialisé en tant que Cask Strength Edition.